# Чемпионат Европы по волейболу среди женских молодёжных команд 1977
6-й женский молодёжный чемпионат Европы по волейболу проходил с 5 — 12 августа 1977 года в Белграде (Югославия) с участием 12 сборных команд, составленных из игроков не старше 20 лет. Чемпионский титул в 6-й раз подряд выиграла молодёжная сборная СССР.

## Команды-участницы
Югославия (команда страны-организатора), Болгария, Венгрия, ГДР, Италия, Нидерланды, Польша, Румыния, СССР, Турция, ФРГ, Чехословакия.

## Система розыгрыша
Соревнования состояли из предварительного этапа и плей-офф. На предварительной стадии 12 команд-участниц были разбиты на 2 группы, в которых играли в один круг. По две лучшие команды из групп вышли в полуфинал плей-офф и далее определили призёров чемпионата. По такой же системе итоговые 5—8-е и 9—12-е места разыграли команды, занявшие в группах соответственно 3—4-е и 5—6-е места

## Предварительный этап
|  | Прошедшие в плей-офф за 1—4 места |
|  | Прошедшие в плей-офф за 5—8 места |

### Группа 1
| М | Команда    | 1   | 2   | 3   | 4   | 5   | 6   | И | В | П | С/П  | О  |
| - | ---------- | --- | --- | --- | --- | --- | --- | - | - | - | ---- | -- |
| 1 | Польша     |     | 3:1 | 3:2 | 3:1 | 3:0 | 3:0 | 5 | 5 | 0 | 15:4 | 10 |
| 2 | ГДР        | 1:3 |     | 3:2 | 3:0 | 3:0 | 3:0 | 5 | 4 | 1 | 13:5 | 9  |
| 3 | Югославия  | 2:3 | 2:3 |     | 3:0 | 0:3 | 3:0 | 5 | 2 | 3 | 10:9 | 7  |
| 4 | Болгария   | 1:3 | 0:3 | 0:3 |     | 3:0 | 3:2 | 5 | 2 | 3 | 7:11 | 7  |
| 5 | Турция     | 0:3 | 0:3 | 3:0 | 0:3 |     | 2:3 | 5 | 1 | 4 | 5:12 | 6  |
| 6 | Нидерланды | 0:3 | 0:3 | 0:3 | 2:3 | 3:2 |     | 5 | 1 | 4 | 5:14 | 6  |

5 августа
Польша — Югославия 3:2 (15:6, 15:10, 11:15, 13:15, 15:11); ГДР — Нидерланды 3:0 (15:9, 16:14, 15:3); Болгария — Турция 3:0 (15:5, 15:6, 15:7).
6 августа
Югославия — Нидерланды 3:0 (15:7, 15:12, 15:4); ГДР — Болгария 3:0 (15:4, 15:6, 15:7); Польша — Турция 3:0 (15:6, 15:10, 15:11).
7 августа
Югославия — Болгария 3:0 (16:14, 15:11, 15:12); ГДР — Турция 3:0 (15:4, 15:2, 15:7); Польша — Нидерланды 3:0 (15:12, 15:5, 15:4).
8 августа
Турция — Югославия 3:0 (15:13, 15:11, 15:12); Болгария — Нидерланды 3:2 (15:11, 14:16, 9:15, 16:14, 15:7); Польша — ГДР 3:1 (5:15, 15:7, 15:10, 15:11).
9 августа
ГДР — Югославия 3:2(10:15, 16:14, 15:3, 10:15, 15:11); Нидерланды — Турция 3:2 (15:12, 10:15, 12:15, 15:6, 15:9); Польша — Болгария 3:1 (11:15, 16:14, 15:0, 15:12).

### Группа 2
| М | Команда      | 1   | 2   | 3   | 4   | 5   | 6   | И | В | П | С/П  | О  |
| - | ------------ | --- | --- | --- | --- | --- | --- | - | - | - | ---- | -- |
| 1 | Чехословакия |     | 3:0 | 3:2 | 3:2 | 3:1 | 3:1 | 5 | 5 | 0 | 15:6 | 10 |
| 2 | СССР         | 0:3 |     | 3:0 | 3:1 | 3:0 | 3:0 | 5 | 4 | 1 | 12:4 | 9  |
| 3 | Венгрия      | 2:3 | 0:3 |     | 3:0 | 3:1 | 3:1 | 5 | 3 | 2 | 11:8 | 8  |
| 4 | Италия       | 2:3 | 1:3 | 0:3 |     | 3:1 | 3:1 | 5 | 2 | 3 | 9:11 | 7  |
| 5 | ФРГ          | 1:3 | 0:3 | 1:3 | 1:3 |     | 3:0 | 5 | 1 | 4 | 6:12 | 6  |
| 6 | Румыния      | 1:3 | 0:3 | 1:3 | 1:3 | 0:3 |     | 5 | 0 | 5 | 3:15 | 5  |

5 августа
Чехословакия — ФРГ 3:1 (15:9, 15:7, 15:17, 15:4); СССР — Италия 3:1 (15:1, 15:17, 15:5, 15:4); Венгрия — Румыния 3:1 (13:15, 15:10, 15:3, 15:9).
6 августа
СССР — Венгрия 3:0 (15:4, 15:13, 15:12); ФРГ — Румыния 3:0 (15:13, 15:8, 15:9); Чехословакия — Италия 3:2 (15:9, 11:15, 15:7, 12:15, 15:11).
7 августа
СССР — Румыния 3:0 (15:5, 15:3, 15:6); Чехословакия — Венгрия 3:2 (12:15, 12:15, 15:5, 15:9, 15:10); Италия — ФРГ 3:1 (15:12, 11:15, 15:6, 15:5).
8 августа
Чехословакия — Румыния 3:1 (15:3, 11:15, 15:7, 15:3); Венгрия — Италия 3:0 (15:7, 15:13, 15:6); СССР — ФРГ 3:0 (15:6, 15:7, 15:10).
9 августа
Италия — Румыния 3:1 (9:15, 15:10, 15:11, 15:7); Венгрия — ФРГ 3:1 (15:8, 15:5, 12:15, 15:11); Чехословакия — СССР 3:0 (15:6, 15:11, 15:12).

## Плей-офф

### Полуфинал за 9—12-е места
11 августа
Нидерланды — ФРГ 3:2(15:13, 10:15, 13:15, 15:8, 15:2).
Румыния — Турция 3:0 (15:12, 16:14, 15:5).

### Полуфинал за 5—8-е места
11 августа
Италия — Югославия 3:2(15:11, 6:15, 17:15, 8:15, 15:13).
Венгрия — Болгария 3:2 (9:15, 15:9, 15:10, 6:15, 15:10).

### Полуфинал за 1—4-е места
11 августа
СССР — Польша 3:1 (15:13, 15:6, 13:15, 15:6).
Чехословакия — ГДР 3:0 (15:10, 15:8, 15:10).

### Матч за 11-е место
12 августа
Турция — ФРГ 3:2 (11:15, 15:12, 7:15, 15:12, 15:7).

### Матч за 9-е место
12 августа
Нидерланды — Румыния 3:2 (8:15, 12:15, 15:9, 15:9, 15:5).

### Матч за 7-е место
12 августа
Югославия — Болгария 3:2 (15:6, 15:11, 6:15, 10:15, 15:5).

### Матч за 5-е место
12 августа
Венгрия — Италия 3:1 (15:11, 16:18, 15:8, 15:10).

### Матч за 3-е место
12 августа
ГДР — Польша 3:1 (15:6, 15:7, 8:15, 15:12).

### Финал
12 августа
СССР — Чехословакия 3:2 (12:15, 15:6, 18:16, 5:15, 15:11).

## Итоги

### Положение команд
| Место | Команда      |
| ----- | ------------ |
| 1     | СССР         |
| 2     | Чехословакия |
| 3     | ГДР          |
| 4     | Польша       |
| 5     | Венгрия      |
| 6     | Италия       |
| 7     | Югославия    |
| 8     | Болгария     |
| 9     | Нидерланды   |
| 10    | Румыния      |
| 11    | Турция       |
| 12    | ФРГ          |

### Призёры
СССР: Людмила Базюк, В.Васько, Ольга Дубяга, Наталья Жалнина, Любовь Иванова, Наталья Коростылёва, Н.Максимова, Л.Погодина, Е.Потапова, Ванда Раткевич, Людмила Сулейкина. Главный тренер — Галина Волкова.
  Чехословакия.
  ГДР.